# Леви-Чивита (лунный кратер)
Кратер Леви-Чивита (лат. Levi-Civita ) — большой древний ударный кратер в южном полушарии обратной стороны Луны. Название присвоено в честь итальянского математика Туллио Леви-Чивита (1873—1941) и утверждено Международным астрономическим союзом в 1970 г. Образование кратера относится к донектарскому периоду.

## Описание кратера

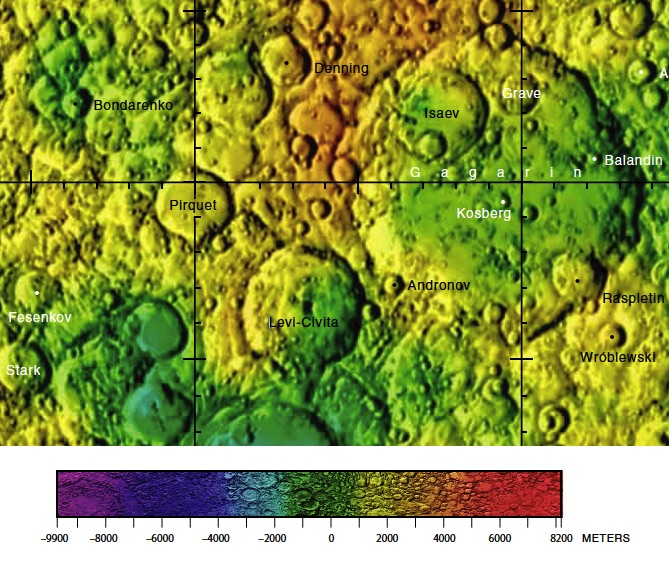
Окрестности кратера Леви-Чивита. Фрагмент карты обратной стороны Луны.

Ближайшими соседями кратера являются кратер Пирке на северо-западе; кратер Гагарин на северо-востоке; кратер Андронов на востоке-северо-востоке; кратер Павлов на юге и кратеры Штарк и Фесенков на западе. Селенографические координаты центра кратера 23°20′ ю. ш. 143°08′ в. д. / 23,34° ю. ш. 143,14° в. д., диаметр 108,2 км, глубина 2,9 км.
Кратер Леви-Чивита имеет полигональную форму и значительно разрушен. Вал значительно сглажен, перекрыт множеством небольших кратеров, особенно в южной части. Высота вала над окружающей местностью достигает 1600 м, объем кратера составляет приблизительно 15400 км³. Дно чаши пересеченное, испещрено множеством мелких кратеров. В центре чаши расположен небольшой хребет.

## Сателлитные кратеры
| Леви-Чивита | Координаты                                              | Диаметр, км |
| ----------- | ------------------------------------------------------- | ----------- |
| A           | 20°29′ ю. ш. 143°55′ в. д. / 20,48° ю. ш. 143,91° в. д. | 18,1        |
| F           | 23°25′ ю. ш. 145°24′ в. д. / 23,42° ю. ш. 145,4° в. д.  | 14,8        |
| S           | 24°12′ ю. ш. 138°43′ в. д. / 24,2° ю. ш. 138,71° в. д.  | 47,1        |

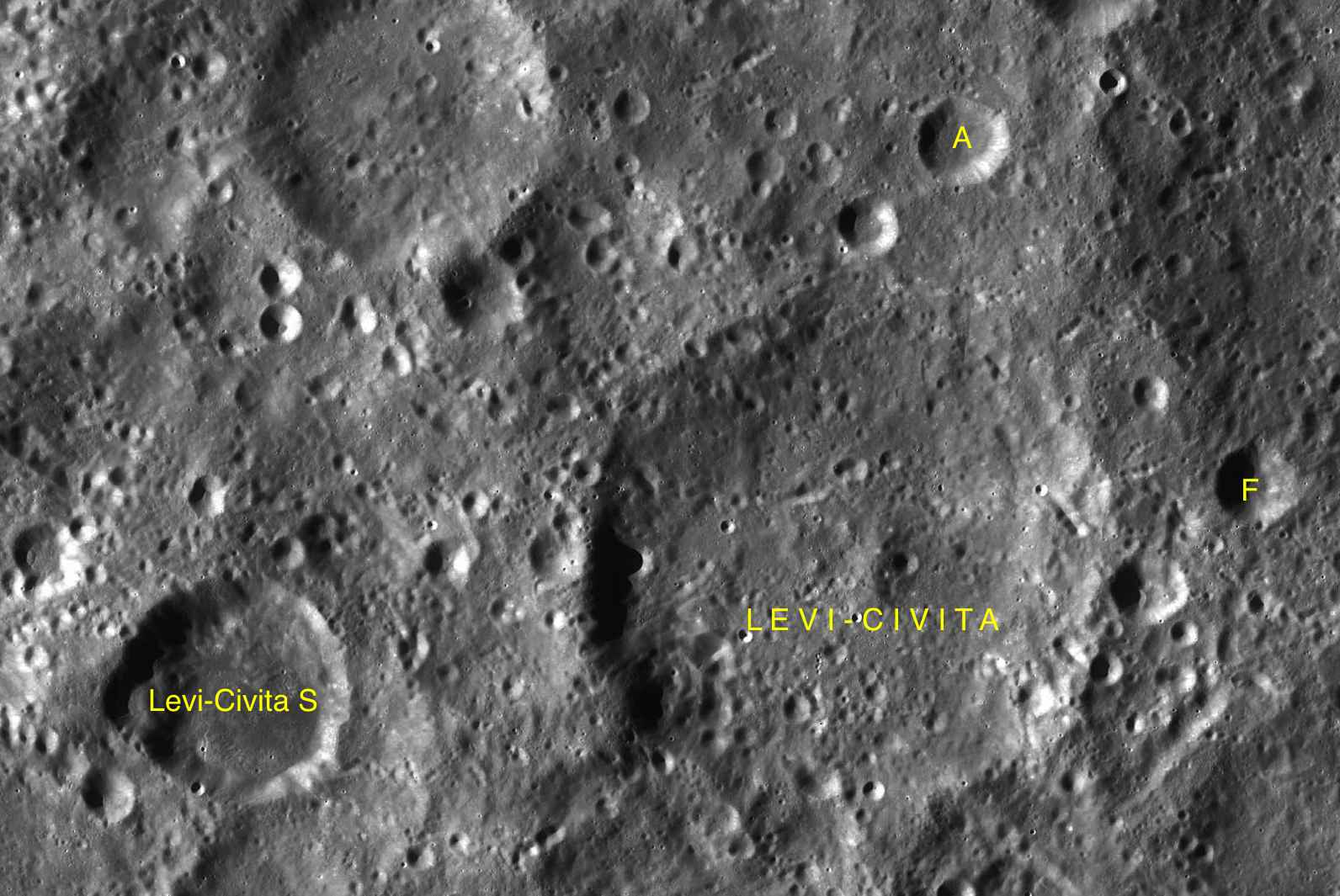
Фрагмент карты LAC-102.

- Образование сателлитного кратера Леви-Чивита S относится к нектарскому периоду[1].